# Ganibeyler, Ovacık
Ganibeyler là một xã thuộc huyện Ovacık, tỉnh Karabük, Thổ Nhĩ Kỳ. Dân số thời điểm năm 2010 là 76 người.